# Un Yankee à la cour du roi Arthur
Pour le film de Tay Garnett, voir Un Yankee à la cour du roi Arthur (film).
Un Yankee du Connecticut à la cour du roi Arthur (titre original : A Connecticut Yankee in King Arthur's Court) est un roman de Mark Twain publié en 1889. En France, 
il paraît pour la première fois en 1949 dans une version incomplète puis en 2013 dans une version intégrale.
Le roman est une œuvre satirique et humoristique qui présente l'Angleterre du VIe siècle et sa culture médiévale à travers les yeux de Hank Morgan, un habitant du Connecticut au XIXe siècle qui, après un coup sur la tête, se réveille pour se retrouver inexplicablement transporté à l'époque du roi Arthur.

## Résumé
Au cours d’une bagarre dans une de ses usines, un Yankee, self-made man audacieux, Hank Morgan, se retrouve subitement projeté treize cents ans en arrière, à la cour du roi Arthur. « Que peut faire un homme entreprenant, opportuniste et inventif, au milieu d’individus comme sire Galaad, sire Lancelot ou Merlin l’Enchanteur, ce magicien de pacotille ? » Telle est la question qui se pose à lui dès son arrivée. Immédiatement, la réponse lui apparaît : « Devenir le boss ! » Il n'aura de cesse, dès lors, de reconstruire son paradis perdu, et de faire de cette Grande-Bretagne médiévale une Amérique des débuts de l’ère industrielle.

## Thèmes du roman
Si Un Yankee à la cour du roi Arthur a une riche postérité, c’est que ce roman s’inscrit dans une tradition de récits de voyages fantastiques qui sont autant de satires sociales. La matière initiale de ce récit est le Graal, dont Twain sait faire saillir la dimension parfois comique. La deuxième source du récit de Twain est le personnage d’Arlequin. Les multiples voyages de ce dernier, notamment sur la lune, sont l’occasion de scènes cocasses où il se plaît à répéter que les hommes, en tous lieux et en toutes époques, sont semblables. Mark Twain va ajouter, au voyage dans l’espace, le voyage temporel, ajoutant à la sociologie comparée, une réflexion sur les permanences et changements des organisations politiques et sociales. Ainsi, son récit va permettre, non seulement, une comparaison entre le Yankee et l’Englishman, mais aussi une comparaison entre le féodalisme médiéval et l’évolution de la condition humaine, au dix-neuvième siècle. 
Cette intuition politique, Twain la partage avec son contemporain anglais, William Morris. Dans Un rêve de John Ball (A Dream of John Ball, 1886), celui-ci se représente voyageant en 1381, pour rencontrer John Ball, le meneur d’une révolte paysanne, avec lequel il va discuter de l’évolution de la condition ouvrière. Mais là où Morris demeure didactique, Twain n’écrase jamais son récit, son sens burlesque et son art distancié du commentaire sociologique, sous ses intuitions politiques et morales. Il demeure, en cela, un ironiste de premier ordre, un critique, un lucide, qui scrute le monde avec aux lèvres un sourire généreux, et, chevillé au cœur, un sens aigu de la faiblesse humaine, de ses vanités, mais aussi de son enthousiasme sans cesse recommencé.

Twain appréciait beaucoup les inventions et industries nouvelles. Il fut l'ami de célèbres capitalistes, comme Andrew Carnegie, un des principaux acteurs de l’essor de l’industrie de l'acier aux États-Unis, ainsi qu'Henry Huttleston Rogers, un des principaux actionnaires de la Standard Oil. L'auteur lui-même fut un éditeur, qui se préoccupa plus de faire de l'argent que de publier des œuvres artistiques. Cependant, on ne peut pas vraiment le considérer comme défenseur du régime industriel, indifférent aux abus du capitalisme. Son protagoniste, apôtre du machinisme, n'est pas montré en exemple au monde. Twain disait d'ailleurs de lui à son illustrateur :
« Mon Yankee n'a ni le raffinement ni la faiblesse que donne une éducation universitaire ; c'est un parfait ignoramus ; il est contremaître dans un atelier d'usine, il sait fabriquer une locomotive ou un revolver Colt, il peut monter et faire marcher une ligne télégraphique, mais il n'en est pas moins vrai que c'est un ignoramus. ».
Par ailleurs, Twain joue une fois de plus de la langue, pastichant en divers endroits les romans médiévaux.
Le Yankee se sert d'une éclipse solaire pour berner la cour d'Arthur, en faisant croire qu'il commande au soleil et ainsi sauver sa vie. Dans son journal, il évoque l'éclipse lunaire du 1er mars 1504, qui permit à Christophe Colomb d'intimider des natifs de la Jamaïque. Ce thème de l'éclipse, déjà exploité deux ans avant la parution du roman par Henry Rider Haggard dans son roman Les Mines du Roi Salomon (1885), sera par la suite réutilisé dans de nombreuses autres œuvres. Par exemple, dans la bande dessinée Le Temple du Soleil, Tintin échappe à son tour au bûcher grâce à sa connaissance des dates de l’éclipse du soleil et à ce fameux artifice.

## Influences du roman
(11 février 2019).
- Si vous ne connaissez pas le sujet, laissez ce bandeau (vous pouvez alors contacter les auteurs).
- Si vous supprimez le contenu mis en cause (vous pouvez préalablement contacter les auteurs),

argumentez précisément cette suppression dans la page de discussion
(un manque de référence n'est pas un argument ; une recherche réelle de référence doit avoir été effectuée, être formellement documentée).
Un Yankee du Connecticut à la cour du roi Arthur appartient à ces classiques dont l’évidence invisible structure la littérature et la culture populaire sans que cette influence soit explicitée. En cela, ce roman de Mark Twain rejoint les grandes œuvres de la littérature occidentale, dont la portée mythique a fait oublier l’œuvre même. 
Des œuvres différentes, comme plusieurs séries télévisées, dont MacGyver portent l’empreinte de ce roman de Mark Twain. 
Dans MacGyver un double épisode de la saison 7 (épisodes 7 et 8 : MacGyver le preux (Good Knight MacGyver), le héros reçoit un coup sur le crâne et se retrouve à la cour du Roi Arthur, où son sens du bricolage en fait un chevalier de premier ordre. Cette incursion du mythe à la télévision est d’ailleurs devenue un lieu commun : plusieurs séries ont recours, à un moment ou un autre, à son épisode « Connecticut Yankee », où un Américain se retrouve à l'époque médiévale.

## Éditions françaises
- Un Yankee à la cour du roi Arthur, traduit par Odette Ferry et Jacques de Plunkett, Éditions de la Paix, 1949 (traduction tronquée)
- Un Yankee à la cour du roi Arthur, retraduit par Odette Ferry. Terre de Brume éditions. 1994.
- Un Américain à la cour du roi Arthur, traduit par F. Savdi, O.D.E.J., 1959 (traduction tronquée)
- Un Yankee à la cour du roi Arthur, traduit par Freddy Michalski, Éditions L'Œil d'or, 2013 (première traduction intégrale)
- Un Yankee à la cour du roi Arthur, traduit par Odette Ferry et Jacques de Plunkett, éditions PRNG, 2017,  (ISBN 978-2-36634-087-7)

## Adaptations

### Au cinéma
- 1921 : Le Fils de l'oncle Sam chez nos aïeux (A Connecticut Yankee in the King Arthur's Court), film muet américain réalisé par Emmett J. Flynn.
- 1931 : Le Fils de l'oncle Sam chez nos aïeux (A Connecticut Yankee), film américain réalisé par David Butler
- 1937 : François Ier, réalisé par Christian-Jaque, avec Fernandel
- 1949 : Un Yankee à la cour du roi Arthur (film) (A Connecticut Yankee in King Arthur's Court), film américain réalisé par Tay Garnett, avec Bing Crosby et Rhonda Fleming
- 1979 : Un cosmonaute chez le roi Arthur (The Spaceman and King Arthur), film américain réalisé par Russ Mayberry (pour les studios Disney)
- 1988 : Novye priklyucheniya yanki pri dvore korolya Artura, film russe réalisé par Viktor Gres
- 1996 : Arbalète et Rock'n'roll (A Young Connecticut Yankee in King Arthur's Court), film canado-franco-britannique réalisé par Ralph L. Thomas, avec Michael York, Theresa Russell et Nick Mancuso

### À la télévision
- 1964 : Un español en la corte del rey Arturo, téléfilm espagnol réalisé par  Fernando García de la Vega (version musicale pour la télévision espagnole)
- 1979 : A Connecticut Rabbit in King Arthur's Court, téléfilm parodique américain avec Bugs Bunny et les Looney Tunes[6]
- 1988 : Jake's Journey, téléfilm américain réalisé par Hal Ashby, avec Graham Chapman
- 1998 : Le Chevalier hors du temps (A Knight in Camelot), téléfilm américain réalisé par Roger Young, avec Whoopi Goldberg et Michael York (pour les studios Disney)